# 笹野みちる
笹野 みちる（ささの みちる、1967年10月30日 - ）は、日本のシンガーソングライター。保育士、介護福祉士、相談支援専門員としての側面もある。
1980年代に活動したバンド「東京少年」のメンバー。現在はソロ活動と並行しつつ「京都町内会バンド」、「ミチルンサトコ」でも活動している。母は元参議院議員の笹野貞子。
　

## 略歴
京都府向日市出身。3歳からピアノとバイオリンを習わされたという。同志社女子中学校3年のときにバンドを組み、ボーカルとベースを担当した。ビートルズやU2などを主にコピー。同志社女子高等学校を経て、同志社大学経済学部に入学。
1988年に東京少年のボーカルとしてデビュー。東京少年時代は一部の間で「ミッチー」の愛称で呼ばれていた。大学を1年休学。
1991年に東京少年はラストアルバム『ゆびきりげんまん』を発表し解散した。解散後、学業に専念。大学は6年かけて卒業した。
2年弱の充電期間を経て、1993年に「ささのみちる」に改名し、シングル「彼女といたい!」でソロデビューした。
1995年7月、『Coming OUT!』（幻冬舎）を出版。同書の中で自身が同性愛者であることを公表し、それに合わせて芸名を本名に戻してアルバム『GIRL MEETS GIRL』を発表、多くのマスメディアより注目を集める。
しかし、その直後より心身に不調を来たし、1997年には活動拠点を地元・京都に移す（同年9月までTBSラジオに深夜の生放送番組を持っていたが、番組後期には京都と東京とを行き来する生活を送っていたという）。
その後、体調が回復したため、1997年にアマチュア時代から交流があった原田博行の誘いを受け、京都町内会バンドを結成、音楽活動を再開する。
2003年には再び上京し、ソロアルバムも発表。音楽活動を行う一方で、東京都内のカフェでシェフも務めていた（2007年9月いっぱいでカフェのシェフを辞したことが、自身のブログで報告されている）。
2024年現在は福祉施設に勤務しながら音楽活動を続けている。

## ディスコグラフィ
それぞれ1994年以前の作品は「ささのみちる」名義。

### シングル
1. 彼女といたい!（1993年10月21日）
2. 僕のクーパー（1994年2月23日）
3. 一行だけのラブレター（1994年7月21日）
4. お金を貯めよう（1995年8月23日）
5. 30秒だけワルあがき（1996年5月22日）
6. スイッチ（1996年8月21日）

### アルバム
1. ささのみちる（1993年11月21日）
2. 君と僕の合図（1994年8月24日）
3. GIRL MEETS GIRL（1995年9月21日）
4. innocence（1996年8月21日）
5. ナカナオリ（2004年3月3日）

## ラジオ・テレビ番組
レギュラー
- ボクらの気分（1989年10月 - 1990年3月、フジテレビ）
- ポップン・ルージュ（1989年4月 - 1990年9月、TBSラジオ）
- スーパーギャング（TBSラジオ）
- 笹野みちるのUP'S Speak OUT!（1996年10月 - 1997年9月、TBSラジオ）
- Pee Wee Radio〜ささのみちるのおしゃべりFACTORY〜

その他
- 大瀧詠一の日本ポップス伝Ⅱ（1999年1月、NHK-FM）

## 著書
- Coming OUT!（1995年7月1日、幻冬舎）ISBN 4877280677 のち文庫
- 泥沼ウォーカー（1998年8月1日、PARCO出版）ISBN 489194577X